# Beroende
För andra betydelser, se Beroende (olika betydelser).
Beroende (addiktion) är ett beteendefenomen och psykiskt fenomen som innebär de fysiska och psykiska mekanismerna bakom att en person återkommande utsätter sig för något som den vet är skadligt. Beroendesyndrom är en psykisk diagnos i ICD-10, som gäller beroende av psykoaktiva substanser, det vill säga lagliga droger (till exempel nikotin och koffein), illegala droger (till exempel heroin) och narkotikaklassade läkemedel. Beroendet kännetecknas av en längtan efter substansen, att substansbruket dominerar personens ekonomiska och sociala liv och prioriteras högre än hälsan, tillvänjning och toleransökning, samt att personen har svårt att styra intaget av substansen. Beroende kan dock också röra annat än droger, exempelvis arbetsnarkomani.
Med beroende avses att hjärnan förändras av, och att personens viljeliv underordnas, drogen. Substansmissbruk betyder i stället att en persons livsföring påverkas negativt, eller att ett normalt bruk (av till exempel alkohol eller läkemedel) i någon mening blir onormalt (till exempel ifråga om mängd). Beroende kan både ha psykiska och fysiska komponenter. De psykiska komponenterna kan bestå i att det ger personen ångest att inte ge vika för beroendet. De fysiska komponenterna kan yttra sig i fysisk abstinens (till exempel darrhänthet, frossa, illamående) och toleransökning.
Beroende kan liknas vid impulskontrollstörningar, av vilka många i överförd betydelse kallas beroende, till exempel spelberoende. Likaså kan symtombilden för vissa parafilier och sexuella dysfunktioner likna symtomen vid substansberoenden, till exempel sexberoende. 
Nära anhöriga till beroende kan också lida av beroendet. Att som anhörig leva i skuggan av beroendet och låta sitt liv upptas av den andres beroende (exempelvis genom att hitta på ursäkter för sig själv och andra om den beroendes beteende) kallas för medberoende. 

## Vad är ett beroende?
Psykologen och spelberoendeforskaren Thomas Nilsson anger i sin bok Jakten på Jackpot sex viktiga kriterier som ska uppfyllas för att ett beteendemönster ska betecknas som ett beroende. 
1. Upptagenhet. Personen är helt upptagen av aktiviteten i fråga. Det mest av ens vakna tid går åt till att fundera över aktiviteten, när det gäller droger till exempel kan mycket handla om att få tag i dem.
2. Sinnesförändring. Aktiviteten innebär en genväg till att må bättre på kort sikt.
3. Toleransökning. Att man hela tiden behöver mer av den substans som man använder, eller den aktivitet man håller på med. När det gäller spelberoende kan det handla om att man behöver spela om mer och mer pengar för att uppnå samma kick.
4. Abstinenssymtom. Kroppen vänjer sig vid substansen eller beteendet, och då man slutar upplever man jobbiga fysiska och psykiska symtom. Dessa effekter är särskilt obehagliga vid beroende av till exempel alkohol eller heroin.
5. Konflikter. Den beroende hamnar ofta i konflikter med sin omgivning. Det talas också om inre konflikter, som att bryta mot ett löfte som man har givit sig själv.
6. Återfall. De flesta som är beroende av något försöker någon gång sluta. Återfall är mycket vanliga, och leder ofta till att samma nivå av missbruk återupptas.

## Substansberoende
Från och med fjärde upplagan (1994) av American Psychiatric Associations standardmanual för diagnoser inom psykiatrin, Diagnostic and Statistical Manual of Mental Disorders (DSM-IV) används i manualen begreppet substansberoende (substance dependence). Substansberoende kan enligt DSM-IV finnas även om fysiologiska abstinenssymtom helt saknas vilket var en förändring jämfört med äldre utgåvor. I äldre versioner av manualen var fysiska abstinenssymtom ett krav för att ett beteende skulle räknas som ett beroende. Alla kriterier som räknas upp i DSM-IV behöver inte vara uppfyllda, det räcker med att minst tre av dem uppfyllts vid något tillfälle under de senaste 12 månaderna.

## Effekter och insatser

### Hemlöshet
Personer i hemlöshet i Sverige har i relativt hög grad en beroendeproblematik. Bland män uppgavs missbruk och beroende vara den enskilt största faktorn som bidragit till hemlöshet i en sammanställning från Socialstyrelsen från 2017. En internationell översikt från norska Folkehelseinstittutet som kommenterats av SBU såg till insatser mot bostadslöshet fann visst stöd att "bostad-först" och intensiv case management-åtgärder var bättre än traditionella åtgärder.